# Національний університет Цінхуа
Національний університет Цінхуа (кит. трад. 國立清華大學, спр. 国立清华大学) — дослідний університет в місті Сіньчжу, Республіка Китай.
Спочатку заснований у місті Пекін, перенесений на Тайвань у 1949. Причиною перенесення стала поразка Гоміндану в Китайській Громадянській Війні, університет був знову організований у місті Сіньчжу у 1956.
У 2002 обраний до ліги семи престижних дослідницьких університетів Тайваню.
Складається з 10 факультетів, 26 кафедр та 28 аспірантських інститутів.